# Amtsgericht Zehdenick

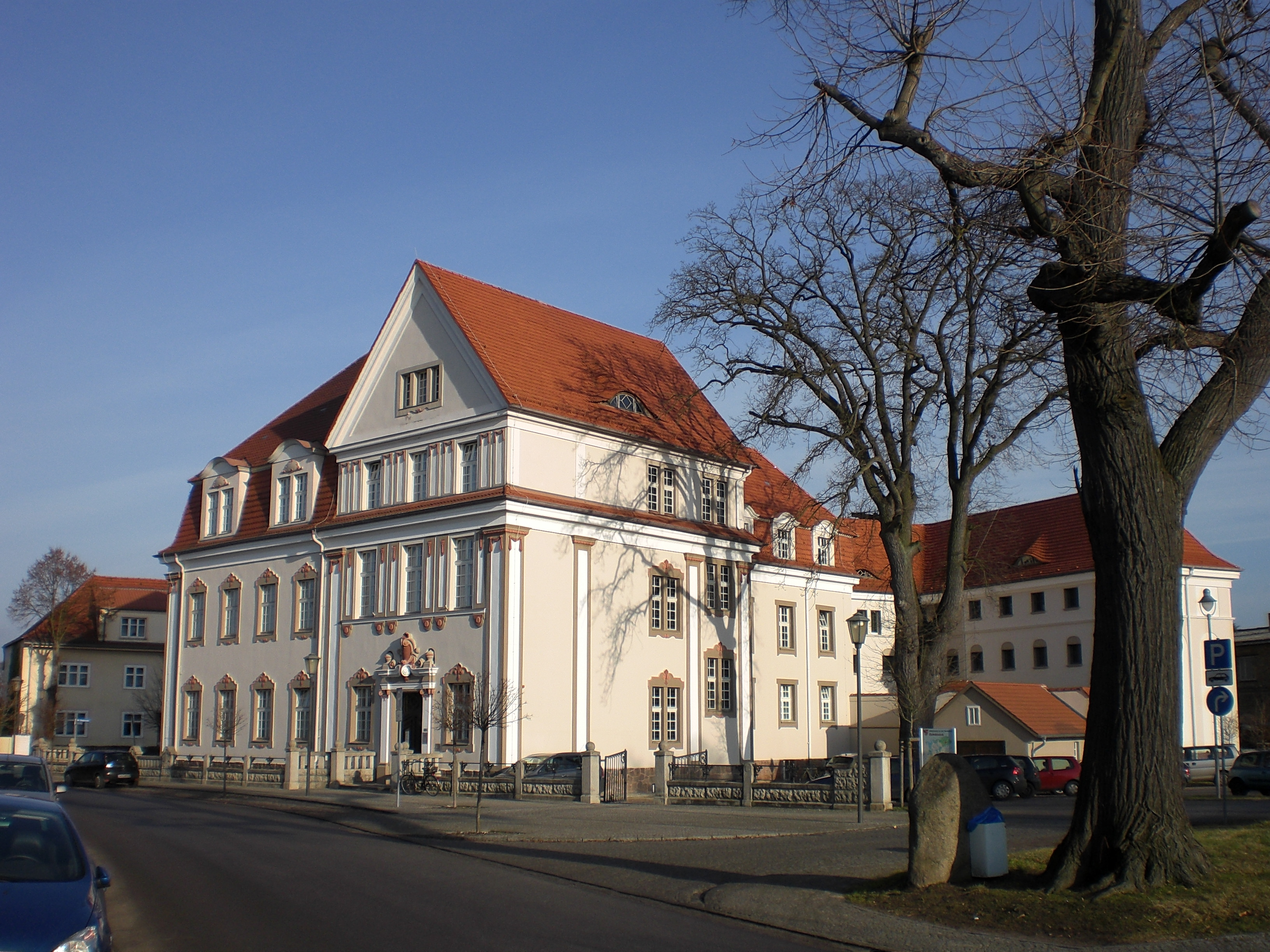
Amtsgericht Zehdenick, Blick von Südwesten (2008)

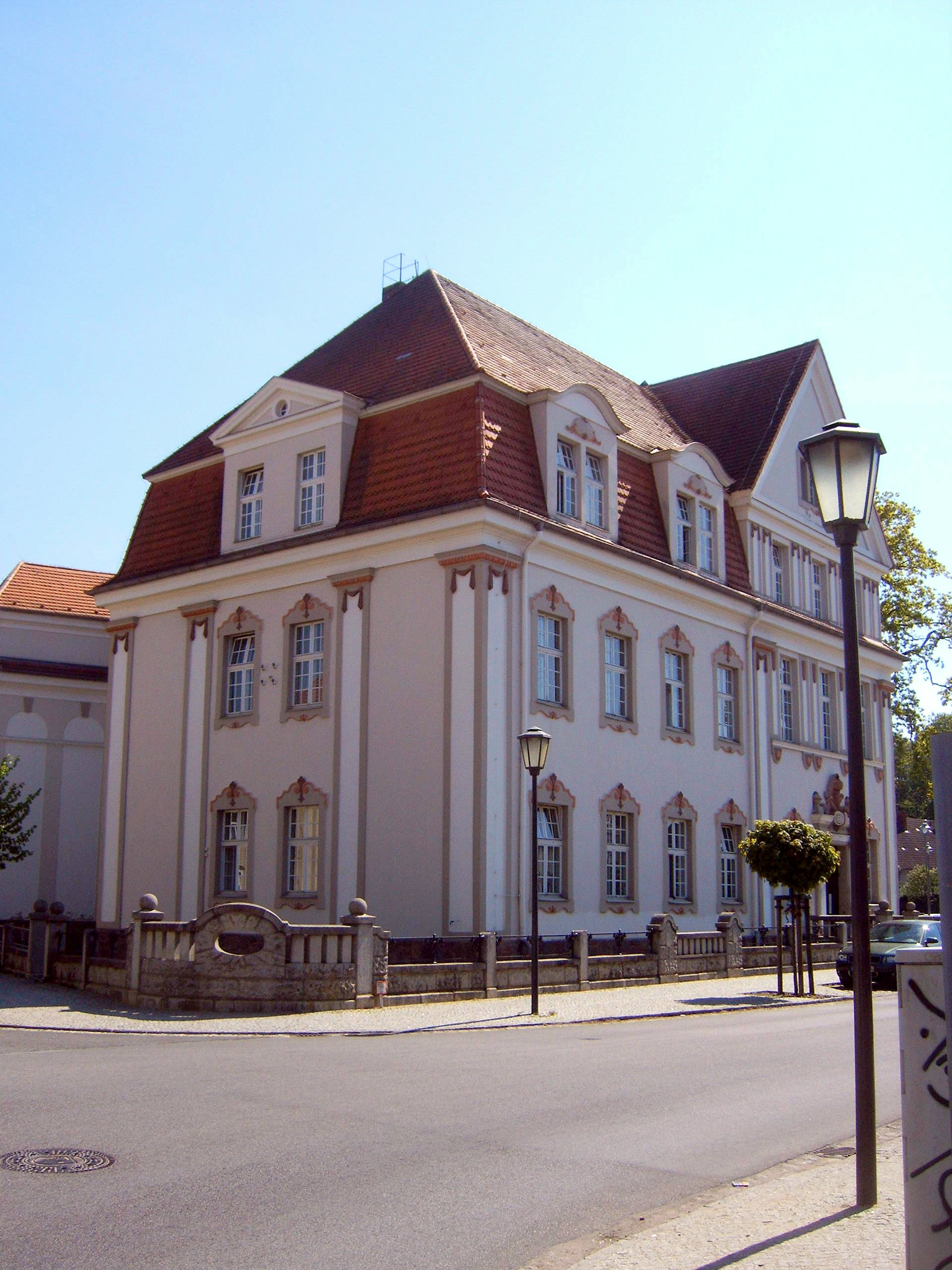
Amtsgericht Zehdenick, Blick von Nordwesten (2007)

Das Amtsgericht Zehdenick ist ein Gericht der ordentlichen Gerichtsbarkeit in der Bundesrepublik Deutschland im Bundesland Brandenburg.

## Gericht
Das Amtsgericht gehört zum Bezirk des Landgerichtes Neuruppin und des Oberlandesgerichtes Brandenburg.
Sitz des Gerichtes ist die Stadt Zehdenick. Es gehört mit nur vier Richtern zu den kleinsten Gerichten Brandenburgs. Neben den Richtern sind sechs Rechtspfleger, 14 Beamte und Angestellte sowie drei Wachtmeister im Gericht tätig. Der Amtsgerichtsbezirk umfasst den nördlichen Teil des Landkreises Oberhavel und weist eine in sich homogene ländlich geprägte Struktur auf.

## Geschichte
Seit 1849 bestanden in Preußen Kreisgerichte, darunter das Kreisgericht Templin mit einer Nebenstelle (Gerichtskommission) in Zehdenick. Im Rahmen der Reichsjustizgesetze wurden diese Gerichte aufgehoben und reichsweit einheitlich Amtsgerichte eingerichtet. Das königlich preußische Amtsgericht Zehdenick wurde mit Wirkung zum 1. Oktober 1879 als eines von zwölf Amtsgerichten im Bezirk des Landgerichtes Prenzlau im Bezirk des Kammergerichtes gebildet. Der Sitz des Gerichts war die Stadt Zehdenick. Sein Gerichtsbezirk umfasste aus dem Landkreis Templin den Stadtbezirk Zehdenick, die Amtsbezirke Badingen, Forsthaus Zehdenick, Liebenberg, Neiersdorf, Ribbeck und Zehdenick und der Amtsbezirk Storkow ohne den Gemeindebezirk Hindenburg-Reinfeld. Am Gericht bestanden 1880 zwei Richterstellen. Das Amtsgericht war damit ein mittelgroßes Amtsgericht im Landgerichtsbezirk.
Im Jahre 1945 wurde das Amtsgericht Zehdenick dem neu gebildeten Landgericht Eberswalde nachgeordnet. Zum 1. Juli 1951 wurde das Amtsgericht Zehdenick in eine Zweigstelle des Amtsgerichts Templin umgewandelt. In der DDR wurden 1952 die Amtsgerichte und damit auch das Amtsgericht Zehdenick aufgehoben und Kreisgerichte, darunter das Kreisgericht Gransee im Sprengel des Bezirksgerichts Potsdam für den Kreis Gransee gebildet.
Mit dem Gesetz über die Neugliederung der Kreisgerichtsbezirke im Land Brandenburg (Brandenburgisches Kreisgerichtsbezirksgesetz – BbgKrGBG) vom 8. Dezember 1992 wurde das Kreisgericht Gransee aufgehoben und das Kreisgericht Zehdenick an seiner Stelle geschaffen. Bis zum Ablauf des 31. Dezember 1999 wurde eine Zweigstelle Gransee des Amtsgerichtes Zehdenick geführt.
Das Brandenburgische Gerichtsneuordnungsgesetz (BbgGerNeuOG) verkündet als Artikel 1 des Gesetzes zur Neuordnung der ordentlichen Gerichtsbarkeit und zur Ausführung des Gerichtsverfassungsgesetzes im Land Brandenburg vom 14. Juni 1993 verfügte zum 1. Dezember 1993 die Fortführung der bestehenden Kreisgerichte als Amtsgerichte. Damit entstand das Amtsgericht Zehdenick neu und war nun dem Landgericht Neuruppin zugeordnet.

## Gerichtsgebäude

### Geschichte
Das Gebäude (Friedrich-Ebert-Platz 9) wurde ab 1911 bis 1913 mit einer angeschlossenen Untersuchungshaftanstalt als königliches Amtsgericht Gransee im Zusammenhang mit dem Neubau der preußischen Domänenverwaltung errichtet. Die örtliche Zuständigkeit erstreckte sich auf den Landkreis Gransee. Die Aktenbestände des Gerichtes reichen jedoch bis weit in das 19. Jahrhundert zurück.
Die Untersuchungshaftanstalt wurde als solche bis 1945 betrieben. Danach erfolgte eine Nutzung als Magazin des Zivilschutzes. Ab den 1980er Jahren stand dieser Teil dann leer. Im ersten Jahrzehnt des 21. Jahrhunderts erfolgte ein Umbau zum Archiv.
In der Zeit der DDR war das als Kreisgericht Gransee bezeichnete Gericht dann lediglich in einem Teil des Gerichtsgebäudes untergebracht. Polizei, Kriminalpolizei, Staatsanwaltschaft und Staatliches Notariat nutzten den überwiegenden Teil des Gebäudes. Entsprechend dieser Nutzungen erfolgten diverse Verbauungen im Gebäudeinneren, die nach der Wende von 1989 wieder entfernt wurden.
Nach dem Zusammenbruch der DDR wurde Zehdenick als kleinster Gerichtsbezirk des Landes Brandenburg eingerichtet. Es wird davon ausgegangen, dass Ursache hierfür vor allem auch das vorhandene schöne Justizgebäude war. Südlich des Gerichtsgebäudes befindet sich der älteste Baum Zehdenicks, die Gerichtslinde.

### Architektur
Das Gebäude entstand ab 1911 als großer zweigeschossiger, verputzter Bau im Stil des Neubarock. Der Feldsteinsockel des Hauses und diverse hölzerne Zierden lassen jedoch auch den Einfluss der Heimatschutzbewegung erkennen. Der Hafttrakt ist deutlich schlichter gestaltet.
Die umbaute Fläche beträgt 1136 m², wobei 397 m² auf die ehemalige Haftanstalt entfallen. Das Gericht war sehr großzügig dimensioniert, da viel Wert auf Repräsentation gelegt wurde. Trotzdem wurde kostengünstig gebaut. Für diverse Teile der Treppen, Laibungen, Kapitelle und Brüstungen wurden Betonfertigteile verwendet.
Die ursprüngliche Innengestaltung war sehr farbenfroh. Es dominierten auf die einzelnen Licht- und Raumverhältnisse angepasste Pastelltöne. Geflammte farbige Kacheln und schmiedeeiserne Applikationen setzten weitere Akzente, die das Gebäude von der zur damaligen Zeit üblichen Wuchtigkeit und Düsternis von Gerichtsgebäuden deutlich unterschied.
Die Verbauungen in der DDR-Zeit hatten die Innengestaltung stark verändert. Ab 1993 erfolgten Restaurierungen und Rückbauten.